# Bácovice
Bácovice (en allemand : Batschowitz) est une commune du district de Pelhřimov, dans la région de Vysočina, en République tchèque. Sa population s'élevait à 90 habitants en 2020.

## Géographie
Bácovice se trouve à 7 km au nord-ouest de Pelhřimov, à 49 km à l'ouest-nord-ouest de Jihlava et à 85 km au sud-est de Prague.
La commune est limitée par Červená Řečice à l'ouest, au nord et à l'est, et par Pelhřimov au sud.

## Histoire
La première mention écrite du village date de 1379.

## Transports
Par la route, Bácovice se trouve à 8,5 km de Pelhřimov, à 39,5 km de Jihlava et à 104 km de Prague.